# 지바 대학
지바 대학(일본어: 千葉大学)은 일본 지바현 지바시 이나게구 야요이 정 1-33에 본부를 두고 있는 국립 대학으로 1949년에 설립되었다. 대학의 약칭은 지바대(千葉大, 지바다이)이다. 의과대학은 전쟁 전부터 구제6의과대학(旧制六医科大学) 중 하나였고, 1901년에 설립된 치바의학전문학교(千葉医学専門学校)가 그 전신으로 유명하다.

## 개요
의과대학, 간호대학은 지바 시에 있는 이노하나(亥鼻)캠퍼스(지바현 지바시), 원예대학은 마쓰도시(松戸市)에 있는 마쯔도(松戸) 캠퍼스(지바현 마쯔도 시), 기타 캠퍼스는 메인 캠퍼스인 니시치바(西千葉)캠퍼스(지바현 지바시)에 위치하고 있으며 도쿄 가쿠게이 대학, 사이타마 대학, 요코하마 국립대학와 연계하여 박사 과정을 받을 수 있도록 연결되어 있다. 국립대학 중 간호대학, 원예대학, 법경대학이 있는 곳은 지바 대학이 유일하며, 원예학연구과는 일본 관동 지방 및 세계적으로도 평가가 높다. 공과대학 디자인공학과의 전신인 도쿄고등공예학교(東京高等工藝學校, 훗날의 도쿄공업전문학교)의 경우, 전쟁 전에 일본에서 디자인 교육을 한 유일한 학교이고 켄모치 이사무(剣持勇) 등 일본 디자인계의 유명인이 많이 졸업했다.
특히 의과대학은 제2차 세계대전 전부터 구육의과대학(旧六醫科大学) 중 하나이며 1901년에 설립된 지바의학전문학교(千葉醫学専門学校)가 전신으로, 소설 '하얀 거탑'에서 말하고 있는 가공의 대학인 "나니와(浪速) 의과 대학"의 모델은 지바대학 의과대학이다. 지바 대학은 1949년 지바현에 있었던 5개의 학교(도쿄고등공예학교, 지바농업전문학교, 지바 사범학교, 지바청년사범학교, 지바의과대학)를 통합하여 설립하였으며, 이후 1968년 과학부, 1975년 간호부, 1981년 문예부 및 정경부와 법학부, 그리고 2016년 사회과학부가 합병되어 현재의 체재가 되었다.
이후 2010년 국립대학법인법에 따라 현재 형태로 재조직되었으며 2019년 아시아 대학순위 168위에 올랐다. 또한 2020년 QS 세계 대학 랭킹에서 442위(일본 랭킹 16위), THE 세계 대학 랭킹 2020에서 801-1000위, CWTS라이덴 학술랭킹 2021년 779위/1094위에 있다.
현재 지바 대학은 9개의 학부, 대학 도서관, 대학 병원, 기타 교육 및 연구 시설로 구성되어 있다. 학부 과정의 경우 11,179명의 학생이 재학 중이고 대학원의 경우 10개 석사과정에 2,354명, 9개 박사과정에 1,220명 정도가 재학 중이다. 스미다 새틀라이트 캠퍼스를 제외한 4개의 캠퍼스가 지바현에 위치해 있으며 국제 협력 연구 프로젝트에 높은 수준의 참여를 달성했다. 지바 대학에는 2009년 기준으로 약 477명의 국제 연구원과 957명의 유학생이 있다.

## 학장 및 대학 컬러

### 학장
학장의 경우, 1949년 설립 당시 학내 공모로 제정되었으며 지바대학의 영어음차인 Chiba Daigaku의 머리 글자 "C"와 "D"를 조합하여 구성된 것으로 윤곽은 무한의 생명력을 상징하는 식물의 종자를 표현한 것이다. 좌측의 적색은 열정을, 오른쪽 부분의 백색은 순수를 표현하였다. 장기간에 걸쳐 지바 대학의 심벌로 사용했으며, 커뮤니케이션 마크의 탄생으로 역사와 전통을 반영한 이 문장을 2013년 3월 치바 대학의 학문장으로서 제정했다.

### 커뮤니케이션 마크
2016년 2월에 제정된 것으로, 치바 대학이 "세계 최고 수준의 교육 연구 기능을 가지는 종합 대학"으로 더 발전하기 위해 제정하였다. 마크의 색은 대학 컬러의 가넷을 기조로 디자인했으며 형태는 비전 "Global, Research, Innovation, Branding, Synergy"의 의미로 학생·교원·직원의 커뮤니케이션을 표현하고 있다.

### 마스코트
2019년 4월 제정된 것으로, 창립 70주년을 기념하여 니시 치바·이노 하나·마츠도 각 캠퍼스의 형태를 얼굴의 모티브로 한 토끼의 "니시", 갈매기"이노", 소나무 "마츠"가 마스코트이다.

## 역사

### 통합 이전
1949년 5월 31일 신학제 시행에 따라 치바의과대학을 중심으로 도쿄고등공예학교, 치바농업전문학교, 치바사범학교, 치바청년사범학교를 합병하여 의학부, 약학부, 공학부, 원예학부, 학예학부 등 5학부로 구성된 신제 치바대학이 설립되었다.

#### 지바의과대학
- 1874년 7월 지바현 공립병원 설립
- 1876년 10월 공립 지바병원으로 상호 변경
- 1882년 7월 지바현립 부속병원으로 승격 및 지바현립 지바의학교 설립
- 1887년 9월 지바현립 지바의학교가 제1고등중학교 의학부가 되어 관립으로 이관
- 1890년 7월 제1고등중학교 의학부약학과 신설
- 1894년 7월 제1고등학교 의학부로 이관, 9월 의학부약학과로 이관
- 1901년 4월 구제고등학교 학부 독립 당시 지바의학전문학교로 독립
- 1918년 12월 6일 대학령 공포
- 1923년 4월 1일 지바의과대학 설립 및 구6의학대학으로 승격, 각각 의학과 및 부설약학전문부로 변경
- 1939년 4월 지바의과대학부속의학전문부로 통합
- 1946년 9월 지바의과대학부설부패연구소 설립
- 1949년 신학제 시행
- 1949년 5월 신제 지바대학 의학부 및 약학부로 통합

#### 지바사범학교
- 1872년 9월 인번관원공립학사 설립, 홍태학교로 발전
- 1873년 7월 지바학교 설립
- 1874년 5월 현립지바사범학교로 발전
- 1877년 9월 지바여자사범학교 설립
- 1884년 6월 지바사범학교여자부 설치
- 1886년 10월 지바현수상사범학교 및 여자부로 승격
- 1898년 4월 지바현사범학교로 승격
- 1904년 4월 지바현사범학교여자부로 승격
- 1943년 4월 국립지바사범학교로 승격
- 1949년 신학제 시행
- 1949년 5월 신제 지바대학 학예학부로 통합

#### 지바청년사범학교
- 1920년 4월 모바라학교부속농업교원양성과 설립
- 1921년 4월 지바현해업보습학교 교원양성소 및 청년학교교원양성소 설립
- 1930년 4월 국립 지바청년사범학교로 승격
- 1949년 신학제 시행
- 1949년 5월 신제 지바대학 학예학부로 통합

#### 도쿄고등공예학교
- 1896년 7월 도쿄미술학교도안과 설립
- 1897년 3월 도쿄공업학교공업도안과 설립
- 1921년 12월 도쿄고등공예학교로 통합
- 1944년 4월 도쿄공업전문학교로 명칭 변경
- 1949년 신학제 시행
- 1949년 5월 신제 지바대학 공예학부로 통합

#### 지바농업전문학교
- 1909년 4월 지바현립원예전문학교 설립
- 1914년 4월 지바현립고등원예학교로 명칭 변경
- 1929년 6월 국립지바고등원예학교로 승격
- 1944년 4월 지바농업전문학교로 명칭 변경
- 1949년 신학제 시행
- 1949년 5월 신제 지바대학 농예학부로 통합

### 통합 이후
- 1950년 학예대학을 문리대학(文理學部)과 교육대학(敎育學部)으로 분과함
- 1951년 공예대학을 공과대학(工學部)으로 개칭함
- 1968년 문리대학을 인문대학(人文學部)과 이과대학(理學部)로 분과함
- 1975년 간호대학(看護學部)를 설치함
- 1981년 인문대학에 문과대학(文學部), 법경대학(法經學部)를 설치함
- 1991년 원예학부를 설치함
- 2004년 국립대학법인법으로 인해 국립대학법인이 됨
- 2016년 4월 국제교양학부 설치

## 캠퍼스와 기숙사

### 니시치바 캠퍼스
- 소재: 지바시 이나게구 소재
- 학부: 국제교양학부, 문학부, 법정경학부, 교육학부, 이학부, 공학부
- 연구과: 교육학 연구과, 인문 사회 과학 연구과, 자연 과학 연구과, 전문 법무 연구과, 연합 학교 교육학 연구과

지바 대학의 본부로, 교육학부는 지바시에, 문리학부는 요쓰카이도시에, 공학부는 마쓰도시에 위치하였으나 1962년 문리학부와 교육학부가, 1964년 공학부가 지바현 니시지바 캠퍼스에 이전하였고 1966년부터 2011년 약학부가 잠시 이전하였다. 니시지바 캠퍼스는 태평양 전쟁이전에는 일본 제국군 육군의 부지였으나 이후에는 도쿄제국대학 제2공학부와 생산기술 연구소 부지로 변경되었다. 현재에도 우하단 부지는 도쿄대 생산기술연구소가 크게 잠식하고 있다. 특히 약대의 흔적으로 인해 일부 약학부 건물의 이름이 남아 있다.
부속도서관 본관 탑옥에는 치바대학의 상징이 된 야요이의 종(やよいの鐘)이 설치되어 있다. 야요이의 종 주변에는 치바대학의 슬로건 つねに、より高きものをめざして가 새겨져 있다. 니치시바 캠퍼스 안에는 치바대학 교육학부 부속 중학교(千葉大学教育学部附属中学校)가 있으며, 치바대학과 교류가 잦다. 주로 치바대학 교육학부의 실습으로 중학교에 방문한다.
현재 46개의 제1체육 동아리, 31개의 제2체육동아리, 42개의 문화계 동아리, 19개의 음악계 동아리가 있다.

### 이노하나 캠퍼스
- 소재: 지바시 쥬오구(中央区)
- 학부: 의학부, 약학부, 간호학부
- 연구과: 의학 연구원, 약학 연구원, 의학 약학부, 간호학 연구과
- 부속시설: 치바대학 부속병원

### 마츠도 캠퍼스
- 소재: 지바현 마츠도시(松戸市)
- 학부: 원예학부와 원예학연구과
- 연구시설: 환경 건강 필드 과학 센터

### 카시와노하 캠퍼스
치바현 카시와시(柏市) 소재. 원예학부의 농장 등 실험공간으로 활용되고 있다.

### 스미다 캠퍼스
도쿄도 스미다구 소재. 디자인 리서치 인스티튜트 (Design Research Institute)라는 이름의 디자인 교육시설로 2021년 오픈. 건축학전공, 도시설계학전공, 디자인전공이 도쿄에 실습공간으로 활용하고 있다.

### 부속시설
- 부속 도서관
- 의과대학 부속 병원
- 교육대학 부속 유치원
- 교육대학 부속 초등학
- 교육대학 부속 중학교
- 교육대학 부속 양호학교

## 학부

### 국제교양학부 (国際教養学部)
2016년에 설립되었으며 일본 내 전국 국립대학에서 처음으로 설립된 '국제교양학부'이다.
- 국제교양학과(国際教養学科)

### 문학부(文学部)
역사학전공, 일본・유라시아문화전공, 국제언어문화학전공, 행동과학전공이 있으며 도쿄도와의 접근성이 좋아 관동지방의 인문계열 학생들이 많이 지원한다. 특히, 역사학을 가르치는 국립대학은 일본 내 약 5개가 있어 희소성이 있다. 행동과학 전공을 제외하고는 각 전공당 55~60명의 학부생이 있어 1교수당 학부생 10명을 가르치게 된다. 행동과학전공의 경우 지바대학 인문학부 중 유일하게 선진과학프로그램 인간 탐구코스를 통해 월반이 가능하다.
- 인문학과(人文学科)
  - 역사학전공(歴史学コース)
  - 일본・유라시아문화전공(日本・ユーラシア文化コース)
  - 국제언어문화학전공(国際言語文化学コース)
  - 행동과학전공(行動科学コース)

### 법정경학부(法政経学部)
2014년 법정경학부로 개편되기 이전에는 각 학과가 분리되어 있어 각 학과에 지원이 가능했지만, 개편 이후에는 1학년에 사회과학기초론을 배우고 2학년 진급 때 자신의 세부 과정을 결정할 수 있게 되었다. 각 수업의 1/5를 주과정이 아닌 별도과정의 수업에서 선택할 수 있다. 또한 이전의 종합정책학과와 같이 국제 정책, 환경 정책, 공공 철학 등 종합정책학에 힘을 쏟고 있다. 특히 경제학 과정에서는 소정의 요건을 충족시키는 것을 조건으로 3학년 조기졸업이 인정된다.
- 법정경학과(法政経学科): 법학, 경영·회계, 경제학, 정치학, 정책학

### 교육학부(教育学部)
1949년 지바 사범학교와 지바청년사범학교가 통합되고, 이듬해 도쿄의과치과대학의 예과가 통합되면서 학예학부가 문리학부와 교육학부로 개편되었다. 1982년에는 대학원 교육학 연구과가 설치되어 야학이 가능했다. 정규 채용 교원 채용률은 전국 대학 가운데도 예년 상위에 있어 헤세이 18년 3월 졸업자에서 49.1%로 전국 국립 대학 제1위이고, 2011년도 3월 졸업자는 51.1%로 전국 국립 대학 제일 위의 실적을 가지고 있다.
- 교육학부
  - 초등학교교사양성과정(小学校教員養成課程)
  - 중학교교사양성과정(中学校教員養成課程)
  - 유치원교사양성과정(養護教諭養成課程)
  - 양호교사양성과정(養護教諭養成課程)
  - 특별지원교육교사양성과정(特別支援教育教員養成課程)

### 이학부(理学部)
1968년 문리대가 개편되어 인문학부와 이학부로 분리되어 현재에 이르며 마루야마 코사쿠 총장 당시 일본 최초로 월반입학제도를 도입했다.
- 이학부
  - 물리학과(物理学科)
  - 화학과(化学科)
  - 생물학과(生物学科)
  - 지구과학과(地球科学科)
  - 수학・정보수리학과(数学・情報数理学科)

### 공학부(工學部)
1921년 12월 도쿄고등공예학교가 전신이며 도쿄공업대학부속과학기술고등학교에 "지바대학공학부의 발상지"라고 새겨진 비가 건립되었다. 도쿄고등공예학교는 제2차 세계대전이전부터 공업디자인을 교육하였으며 현재도 디자인전공, 건축학전공에 이르러 계승되고 있다. 2005년 환경 원격탐사연구센터에 보관되었던 월트 디즈니 초기 애니메이션 영화용 원화 약 250점이 발견되어 화제가 되었고 3년 뒤 디즈니사 반환에 의해 100만불이 대학에 기증되었다.
- 종합공학과(総合工学科)
  - 건축학전공(建築学コース)
  - 공생응용화학전공(共生応用化学コース)
  - 기계공학전공(機械工学コース)
  - 도시환경시스템전공(都市環境システムコース)
  - 디자인전공(デザインコース)
  - 물질과학전공(物質科学コース)
  - 의공학전공(医工学コース)
  - 전기전자공학전공(電気電子工学コース)
  - 정보공학전공(情報工学コース)

### 원예학부(園芸学部)
- 원예학과(園芸学科)
- 녹지환경학과(緑地環境学科)
- 응용생명화학과(応用生命化学科)
- 식료자원경제학과(食料資源経済学科)

### 의학부(医学部)
- 의학과(医学科)

### 약학부(藥學部)
1964년에 대학원 약학연구과 석사과정, 1979년 박사과정이 병설되었고 원래는 이노하나 캠퍼스에 있었으나 1966년 니시지바 캠퍼스로 이전하였고, 2001년 대학원 의학 약학부 출범에 따라 서서히 회귀하여 2011년 이노하나 캠퍼스로 회귀완료하였다.
- 약학과(薬学科, 6년제)
- 약과학과(薬科学科, 4년제)

### 간호학부(看護学部)
- 간호학과(看護学科)

## 대학원
- 인문사회과학연구과(人文社會科學硏究科)
- 교육학연구과(敎育學硏究科)
- 자연과학연구과(自然科學硏究科)
- 간호학연구과(看護學硏究科)
- 의학약학부(醫學藥學府)
- 전문법무연구과(専門法務硏究科:법과대학원)

## 여담
- 1948년 지바대학 설립 당시 지바 현의 요청으로 인해 지바 지역의 특색을 살리고자 수산 학부·축산학부이 예정되어 다테야마 시에 설립이 예정되어 있었으나 도쿄 수산대학의 설립으로 인해 실패했다.
- 니시지바 지구는 1942년에 동경제국대학 제2공학부로 부지가 예정되어 있었고, 10년 후 도쿄대학 생산 기술 연구소가 들어섰으나 지바대학의 분산화를 해소하고자 도쿄대로부터 부지를 이양받아 1962년부터 이전이 시작되었다.